# Jesse Tafero
Jesse Joseph Tafero (ur. 12 października 1946, zm. 4 maja 1990) – Amerykanin, skazany niesłusznie za morderstwo dwóch policjantów w lutym 1976 roku.
Na podstawie fałszywych zeznań Tafero i jego partnerka – Sunny Jacobs – zostali skazani na karę śmierci w stanie Floryda. Prawdziwy morderca – Walter Rhodes – przyznał się do winy dopiero po wykonaniu wyroku na J. Tafero. S. Jacobs została zwolniona z więzienia w 1992 roku.
Do egzekucji użyto krzesła elektrycznego Old Sparky, którego defekt spowodował długą i bolesną śmierć Tafero.